# Xã Rome, Quận Jones, Iowa
Xã Rome (tiếng Anh: Rome Township) là một xã thuộc quận Jones, tiểu bang Iowa, Hoa Kỳ. Năm 2010, dân số của xã này là 1.216 người.